# Efteling

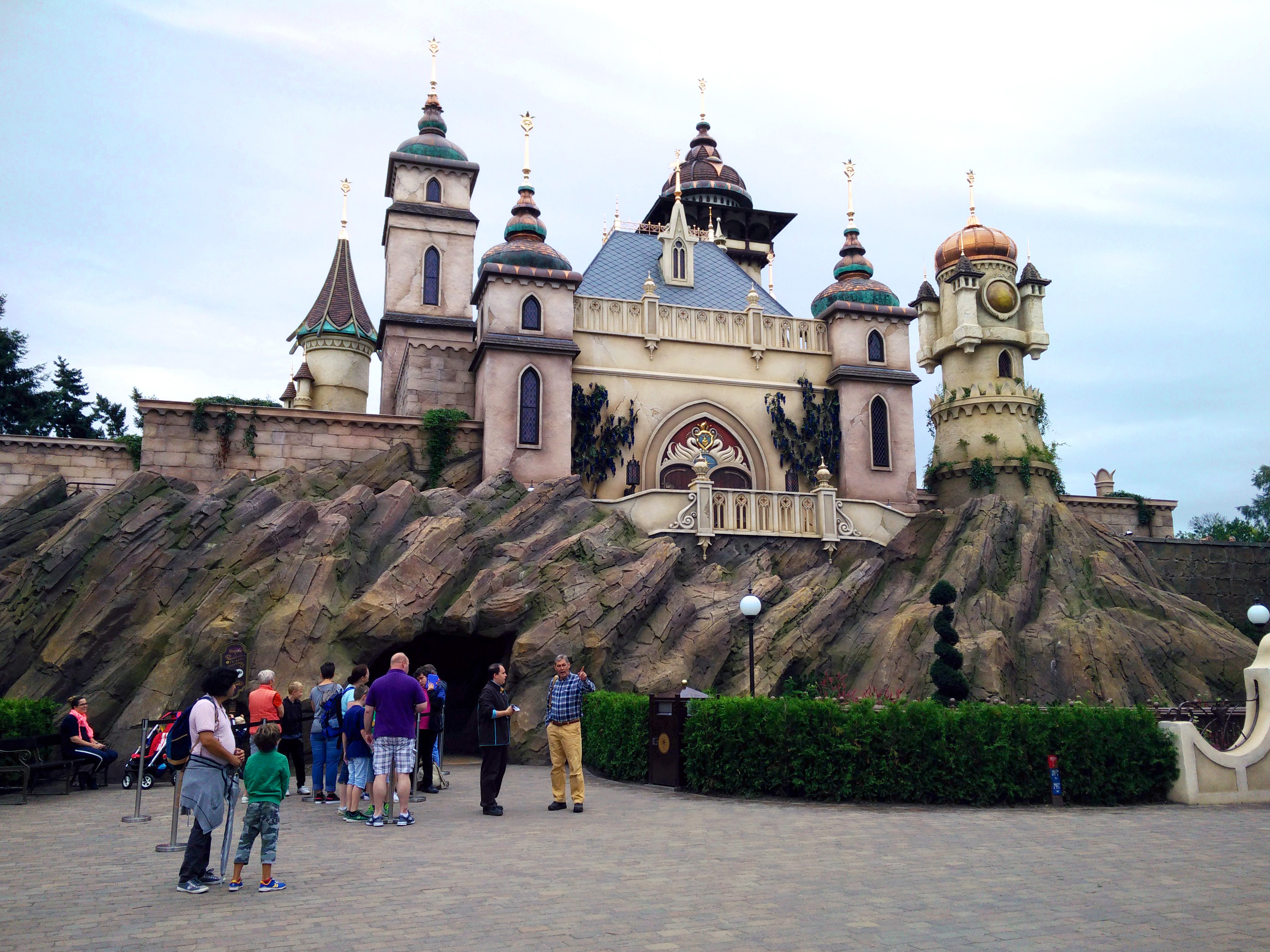
Symbolica, l'attrazione più grande e costosa mai realizzata nel parco.

Efteling è il più vasto parco di divertimento dei Paesi Bassi, e si trova a Kaatsheuvel (sede municipale del comune di Loon op Zand). Inaugurato nel 1952, è uno dei parchi divertimenti più antichi al mondo e, da allora, ha accolto oltre 100 milioni di visitatori. Nel 1992 Efteling ha ricevuto il premio IAAPA Applause Award come Miglior Parco Divertimenti del Mondo.
In origine il parco era pensato per i bambini con una tematica fiabesca. In oltre cinquanta anni di attività il parco si è evoluto da parco naturale con zona dedicata ai giochi e foresta incantata a un vero e proprio parco a tema di grandi dimensioni sull'esempio di Disneyland. È tre volte più grande rispetto al primo parco Disney originale e fu aperto tre anni prima. Attualmente, Efteling attrae sia giovanissimi che adulti con la sua ampia gamma di offerte culturali, romantiche e nostalgiche.

## Storia

### Origini e inaugurazione
L'origine del nome "Efteling" deriva probabilmente da una fattoria costruita nel sedicesimo secolo chiamata Eersteling. La fattoria è scomparsa, ma la località ha ereditato il suo nome. Eersteling è stato modificato nel corso degli anni fino ad Efteling, probabilmente perché il grafismo della "s" "lunga" gotica è stato confuso con quello della "f".
Nel 1933, il vicario Rietra e il prete De Klijn decisero di fondare un centro sportivo a sud di Kaatsheuvel. R. K. Sport en Wandelpark venne inaugurato il 19 maggio 1935; comprendeva un campo di calcio, due campi di allenamento e un parco giochi. La Fondazione Sportpark è stata creata nel 1937. Negli anni seguenti, il parco ha installato caroselli, una pista da slittino, un giro in pony e un velodromo con superficie sabbiosa. Nel 1949, il borgomastro, R.-J. van der Heijden (1898-1981) vide opportunità ricreative in questo complesso sportivo che avrebbe potuto estendersi ben oltre i confini di Kaatsheuvel. Successivamente all'istituzione della Fondazione del parco naturale di Efteling o Stichting Natuurpark de Efteling il 25 maggio 1950, iniziarono le segnalazioni del comune per la ristrutturazione del parco ricreativo e dei lavori di sterro, oltre alla creazione del Siervijver ("Lago ornamentale"), del Vonderplas ("Stagno meraviglioso") e di uno stagno per canoe. I percorsi vennero disposti e aree di parcheggio, campi da tennis e campi sportivi costruiti. L'11 maggio 1951 aprì la nuova area giochi con la sua sala da tè e il negozio di souvenir.
Il parco di Efteling aprì 'ufficialmente' il 31 maggio del 1952, quando venne dichiarata aperta la Foresta delle fiabe (in olandese het Sprookjesbos), progettata dal famoso disegnatore olandese Anton Pieck. Inizialmente la foresta incantata ospitava dieci diverse storie, tutte riportate in vita usando i disegni originali di Anton Pieck utilizzando i movimenti, le illuminazioni e gli effetti sonori progettati dal produttore cinematografico olandese Peter Reijnders. La presenza dei personaggi delle fiabe all'interno di un'atmosfera di foresta si rivelò un enorme successo, attirando circa 240 000 visitatori nel primo anno di apertura.
Si dibatte molto circa l'apertura ufficiale del parco datata 31 maggio 1952; alcuni contestano che l'anno ufficiale di apertura dovrebbe essere considerato il 1950, anno in cui venne istituita la Fondazione che ancora oggi gestisce la struttura. Altri preferiscono indicare il 1953, quando Efteling venne dichiarato aperto dal governo, in coincidenza con l'apertura del secondo più grande ristorante del parco, il De Ballonvaarder.

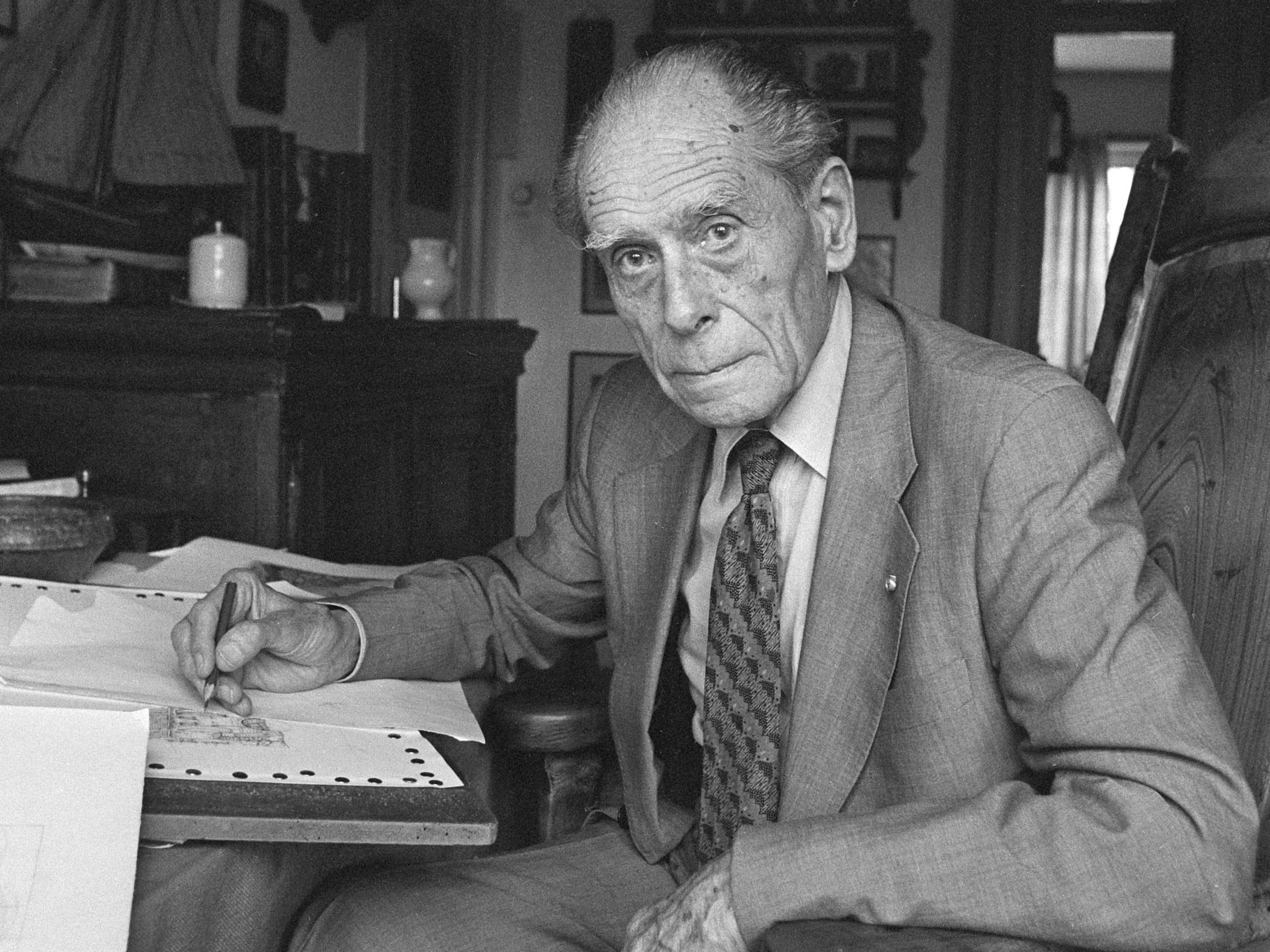
Anton Pieck (1895-1987)

### Sviluppi degli anni successivi
Nel 1958 appare uno degli emblemi di Efteling: Holle Bolle Gijs (l'"Insaziabile"), una figura importante presente in una dozzina di forme nel parco, camuffante un bidone della spazzatura che ringrazia con un "Dank u wel !" ("Grazie mille") chiunque gli metta un foglio in bocca. Il quindicesimo anniversario di Efteling, nel 1967, vide il completamento delle Ninfee Indiane (De Indische Waterlelies) nella foresta delle fiabe, secondo un racconto scritto dalla regina Fabiola del Belgio. Successivamente, Efteling crea una nuova attrazione quasi ogni anno, e vengono creati altri Gijs dislocati in tutte le aree.
Dal 1968 un treno a vapore attraversa il parco, segnando il debutto della Efteling Stoomtrein Maatschappij ( "Società del treno a vapore di Efteling"), le cui quattro locomotive risalgono rispettivamente al 1908, 1911, 1914 e 1992. Altre locomotive, questa volta in miniatura, compaiono nel 1971 nel diorama immaginato da Pieck.

### L'arrivo di Ton van de Ven
Pieck lavorò per Efteling fino alla metà degli anni '70, quando lasciò il posto di disegnatore artistico al giovane Ton van de Ven, che lavorava a Efteling dal 1965. La prima creazione di van de Ven fu il castello infestato Spookslot (1978), la prima grande attrazione del parco.

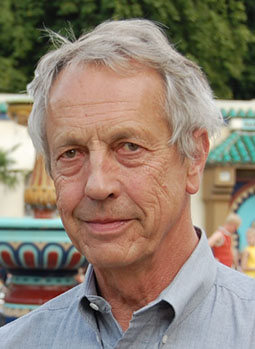
Ton van de Ven (1944-2015)

Il calo del numero di visitatori e l'agguerrita concorrenza di altri parchi a tema furono le ragioni principali di un cambiamento fondamentale negli anni '80. L'allora direttore Herman Ten Bruggencate pensò che nonostante i giovani fossero ancora sorpresi dal fiabe, cercavano anche emozioni forti e velocità. Nel 1981, vennero costruite le più grandi montagne russe d'Europa al tempo, il Python, con i suoi 750 metri di percorso e i suoi punti a 85 km / h, le Gondolette su un lago costellato di fiori e isole, così come la Game Gallery. Con 1,9 milioni di ingressi nel 1983, Efteling è il parco divertimenti più visitato del continente. Proseguendo sulla medesima linea, il parco ha aperto la nave oscillante Halve Maen nel 1982, Piraña nel 1983, Bobbaan nel 1985 e Pegasus (montagne russe in legno) nel 1991. Allo stesso tempo, attrazioni per tutta la famiglia completarono l’offerta insieme ai continui ampliamenti della foresta delle fiabe. Si realizzarono quindi, nel 1984, l'umoristico Carnaval Festival ideato dal regista e designer Joop Geesink, il percorso su auto d'epoca De Oude Tuffer e la giostra Polka Marina. 
Nel frattempo, durante il decennio di crescita e sviluppo, Ton van de Ven tornò a dedicarsi alle tipologie di attrazioni che hanno decretato il successo del parco: un adattamento dei racconti delle Mille e una notte, l'esotica dark ride Fata Morgana (1986), il tempio volante Pagode nel 1987 e il villaggio Het Volk van Laaf nel 1990. La mascotte del parco, il giullare Pardoes, fece il suo debutto nel 1989.
Nel 1992 venne inaugurato il primo progetto ricettivo del parco: l'Efteling Hotel, seguito nel 1995 da un campo da golf a 18 buche. 
Richiamando lo stile di Pieck, van de Ven continuò a sviluppare e modellare Efteling secondo la sua visione; nel 1993 aprì la dark ride sospesa Droomvlucht, nel 1996 la prima madhouse al mondo Villa Volta e il nuovo ingresso del parco denominato Casa dei Cinque Sensi, nel 1998 il roller coaster indoor Vogel Rok. La sua ultima realizzazione è stato il teatro Efteling Theater nel 2003, anno in cui si è ritirato. 

### Anni 2000: nuovi sviluppi
Nel 2000 fu costruita la Pardoespromenade, un ampio viale che dall'ingresso conduce al centro del parco, una piazza denominata Efteling Brink. I visitatori possono quindi accedere facilmente ai quattro angoli del parco, la cui rete stradale verrà costantemente migliorata.
Dopo il ritiro di Ton van de Ven, fu creato un dipartimento di "Progettazione e sviluppo" guidato da Michel den Dulk. I lavori riguardarono il cinema 3D PandaDroom (2002), al rifacimento di alcune strutture storiche del parco e all'aggiunta di una nuova fiaba nello Sprookjesbos, La piccola fiammiferaia (2004). 
Nel 2005 den Dulk lasciò Efteling per lavorare a Europa-Park, prima di diventare Senior Concept Designer presso Walt Disney Imagineering in California nel 2010 su invito di Tony Baxter, Imagineer ammiratore del lavoro di Anton Pieck e Ton van de Ven. Il sostituto, Karel Willemen, lavorò al suo primo grande progetto nel 2007, per il 55° anniversario del parco: il water coaster De Vliegende Hollander (L'olandese volante). In seguito lavorerà al restyling dell'Efteling Hotel, alle nuove fiabe Cenerentola (2009) e Sprookjesboom (L'albero delle fiabe, 2010) e alle montagne russe in legno Joris en de Draak (2010).
Il designer Sander de Bruijn è invece responsabile dello spettacolo Raveleijn (2011) e delle montagne russe Baron 1898 (2015). 
Nel 2012 il parco festeggia il suo sessantesimo anniversario con numerose novità, tra le quali spicca lo spettacolo notturno di fontane Aquanura.
Negli stessi anni venne annunciato il progetto Hartenhof, con apertura prevista tra il 2012 e il 2015. Il concept dell'attrazione, un percorso all'interno del palazzo della mascotte Pardoes evolverà poi in Symbolica, dark ride trackless inaugurata nel 2017 per il sessantacinquesimo anniversario del parco. L'attrazione è la più costosa nella storia del parco, con un budget pari a 35 milioni di euro. Nello stesso anno viene inaugurato Loonsche Land, su una superficie di oltre 8 ettari con camere da hotel e un parco vacanze per un investimento di 30 milioni di euro ed un totale di mille posti letto.  Queste integrazioni aiutano il parco a raggiungere l'obiettivo di 5 milioni di ingressi fissato per il 2020: nel 2017 sono state contate 5.180.000 visite, tre anni in anticipo rispetto alle previsioni.
Dal 2018, diverse scene della foresta delle fiabe e attrazioni sono state riabilitate, sostituite o rinnovate. Pur preservando la loro estetica originaria, le rappresentazioni di Cappuccetto Rosso e di Hansel e Gretel vennero rinnovate. La maggior parte dei binari del roller coaster Python venne smantellata e sostituita da una struttura con lo stesso layout per migliorare il comfort e allungare la vita dell'attrazione. Il filmato 3D Fabula sostituì PandaDroom, con un miglioramento della qualità visiva e scenografica. Bobbaan fu sostituito da un altro rollercoaster, Max & Moritz, a causa dell'alto costo per le riparazioni necessarie per mantenere la qualità dell'attrazione. Per lo stesso motivo vennero chiuse Polka Marina e Spookslot per far posto rispettivamente all'area giochi Nest! (2021) e Danse Macabre (2024).

### Progetti futuri
Nell'ambito del Wereld van de Efteling (Il Mondo di Efteling), un progetto di espansione dell'intero resort iniziato nei primi anni 2000, il 24 agosto 2018 è stato presentato al consiglio comunale di Loon op Zand il piano di zonizzazione definitivo con il quale Efteling punta a raggiungere i 7 milioni di visitatori annui entro il 2030 ed espandere la propria superficie del 12%. Questo piano, modificato solo in parte per questioni ecologiche e paesaggistiche, è stato ufficialmente approvato il 20 settembre dello stesso anno. La prima fase consisterà nell'installazione di un nuovo roller coaster della Intamin, con data di apertura da destinarsi.

## Design

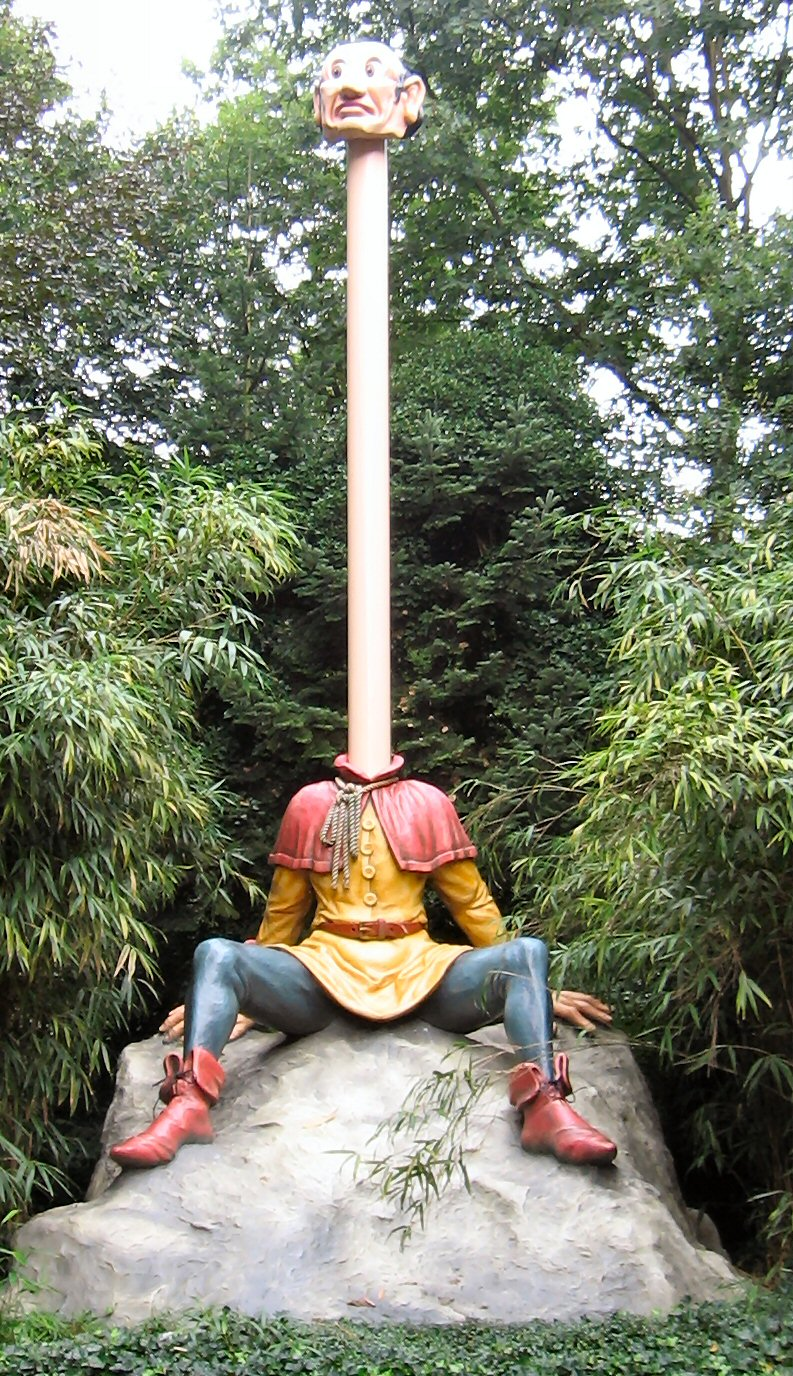
Langnek ("collolungo"), un'icona del parco

Il successo di Efteling viene attribuito prevalentemente all'alta qualità del suo design e architettura e alla grande quantità di verde presente all'interno. Il parco, sotto l'egida dei suoi creatori, ha sempre avuto alti standard di realizzazione. Quando venne chiesto ad Anton Pieck di progettare la sezione del parco dedicata alle fiabe, egli si assicurò che i costruttori rispettassero i suoi alti standard di qualità: non si sarebbero dovuti usare materiali di cattiva qualità per la costruzione degli edifici sia di plastica che di cemento. Lo stile illustrativo di Pieck, in qualche modo truce e dark, ma anche romantico e nostalgico, fu utilizzato come tematica di base per quasi tutte le successive aggiunte del parco.
Pieck lavorò per Efteling fino alla metà degli anni settanta, quando il suo posto di capo progettista venne dato al giovane Ton van de Ven. Van de Ven aveva già lavorato per Efteling per molti anni e a Pieck piaceva molto il suo lavoro. Il Castello incantato (het Spookslot), che aprì nel 1978 e fu la prima grossa attrazione del parco, fu anche la prima attrazione interamente progettata da Van de Ven (anche se utilizzò alcune idee scaturite da delle sessioni di brainstorming con Pieck). Successivamente progettò molte altre attrazioni di successo e nuove fiabe, che lo portarono a essere considerato uno dei più grandi progettisti di attrazioni del mondo dopo Walt Disney.
Van de Ven continuò il suo lavoro fino al 2002, quando andò in pensione. Un nuovo team di progettisti attualmente lavora alle nuove attrazioni di Efteling.

## Il resort
Efteling è costituito da sette strutture: il parco tematico (1952), l'Efteling Wonder Hotel con 122 stanze (1992, ****), il Golfpark da 18 buche (1995), Villa Pardoes (2000) il centro vacanze per bambini da 4 a 12 anni con malattie gravi, il parco vacanze con bungalow Efteling Bosrijk (2009), un secondo hotel con bungalow esterni di nome Loonsche Land (2017) e l'Efteling Grand Hotel, terzo hotel situato all'interno del parco e con 143 stanze (2025). Il teatro che è stato usato per alcuni spettacoli del parco, si può considerare come una struttura a sé quando ospita grandi produzioni teatrali che non sono incluse nel biglietto di ammissione al parco. Il Wonder Hotel è stato gestito per alcuni anni dalla Golden Tulip, ma recentemente la proprietà di Efteling ha deciso di riprenderne la gestione. Tutti i settori attualmente portano profitto alla proprietà, ma ci sono voluti molti anni perché il campo da golf riuscisse a coprire le spese di costruzione. I settori appartengono a società commerciali, ma tutte le quote sono ancora possedute dall'organizzazione non-profit Fondazione del parco naturale di Efteling (Stichting Natuurpark de Efteling).

## Il parco
Efteling copre attualmente un terreno di 72 ettari (720 000 m²). Quest'area è cambiata solo marginalmente nel corso della sua storia. In ogni caso la fondazione del parco possiede un terreno molto più vasto, coperto principalmente da foresta giovane, prato, strade e campi da golf.

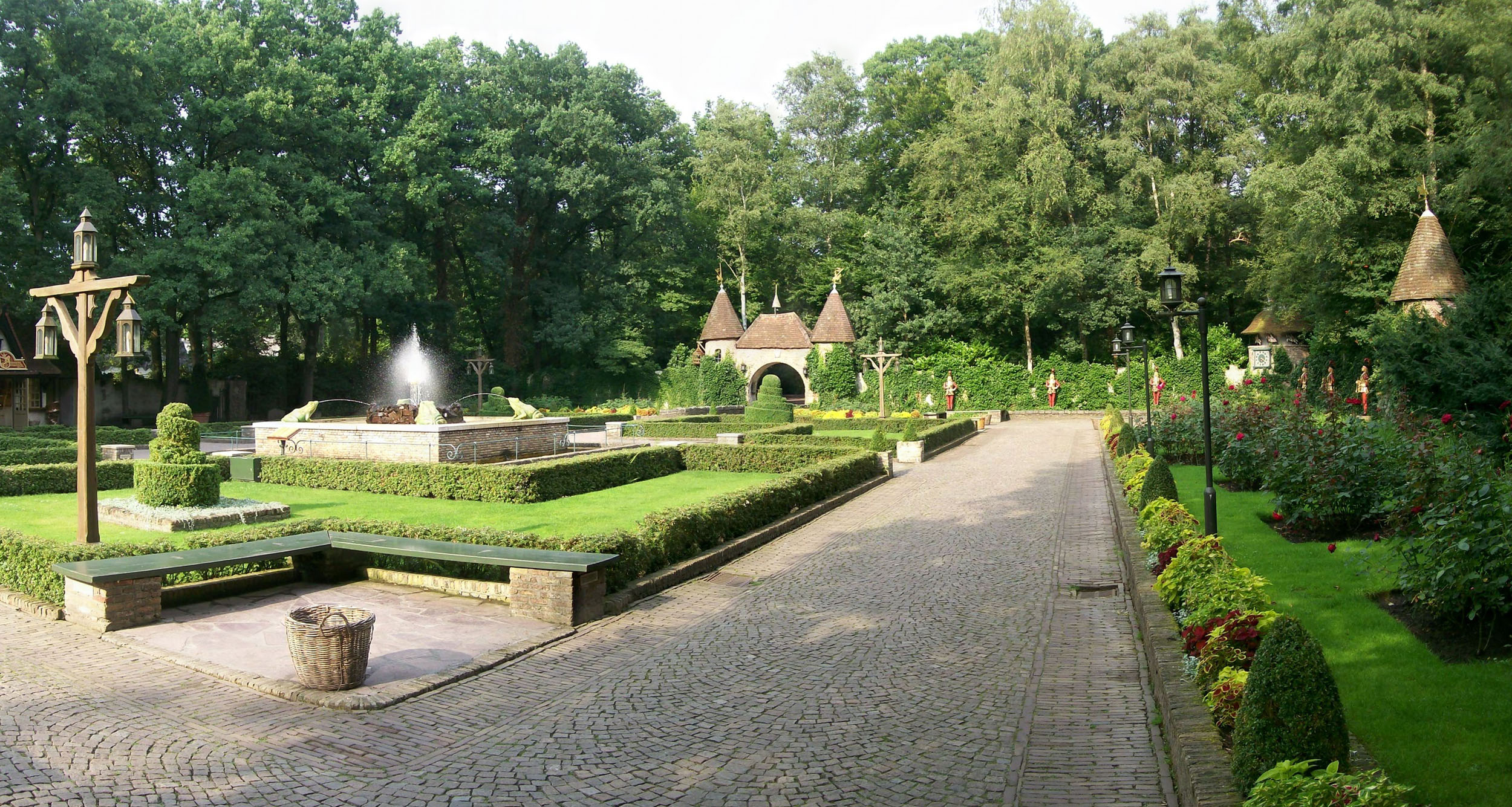
Piazza degli araldi (Herautenplein) nella Foresta incantata

Il parco è suddiviso in cinque aree tematiche o reami, anche se non sono esattamente comparabili con le lands dei parchi Disney. In origine il parco era suddiviso in quattro aree chiamate North, West, East e South, la maggior parte delle attrazioni storiche del parco, come la Foresta incantata delle fiabe, si trovavano nell'area West. Quando il parco venne riorganizzato, alla fine degli anni novanta (con l'aggiunta della Pardoes Promenade e il punto di incontro chiamato Efteling Brink), vennero anche cambiati i nomi delle aree. North venne cambiato in Reizenrijk (Reame dei viaggi), West divenne Marerijk (Reame delle fiabe), East divenne Ruigrijk (Reame ruvido), e South divenne Anderrijk (Reame differente). Dal 2017 è anche presente il Fantasierijk (Reame della Fantasia). La maggior parte di questi nomi può sembrare criptico o si può dibattere che non sia compatibile con le attrazioni presenti, perché il parco non venne concepito con questa suddivisione.
Non solo la Foresta incantata delle fiabe, ma l'intero parco venne costruito su un'area rurale, con molti alberi di pino, ciò che gli dà una sensazione di parco naturale. La presenza di stagni e giardini (con migliaia di fiori e curati da un esercito di giardinieri) e l'abbondanza di spazi verdi è abbastanza inusuale tra i principali parchi tematici del mondo. L'unico grande parco che sembra avvicinarsi all'atmosfera di Efteling è il Disney's Animal Kingdom a Orlando in Florida.
Il parco ha un totale di 36 attrazioni, di cui 6 montagne russe, molte delle quali sono accessibili anche dai bambini più piccoli e non comportano grandi sollecitazioni fisiche. Le case costruttrici a cui si deve la realizzazione tecnica di molte attrazioni sono l'olandese Vekoma e la svizzera Intamin. Il modello di alcune macchine è stato progettato in esclusiva per il parco, per poi divenire un prodotto ufficiale dell'azienda (è il caso della mad house Villa Volta e del dynamic motion stage Danse Macabre).

### Fantasierijk

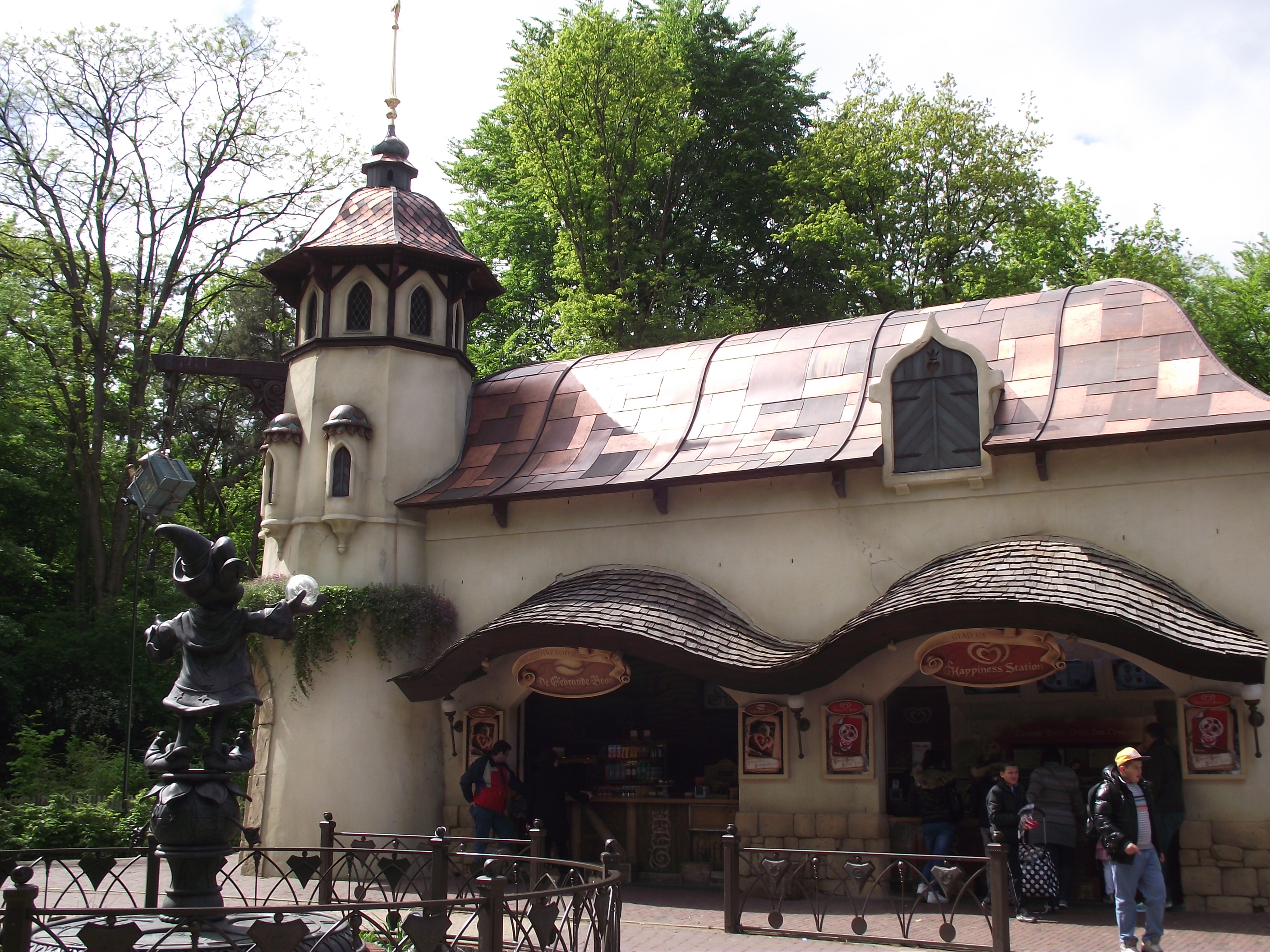
Il ristorante Polles Keuken.

Il Reame della Fantasia, identificato sulla segnaletica con il colore viola, è la parte del parco che si sviluppa dall'ingresso fino all'attrazione Symbolica. La prima struttura visibile al pubblico è la Casa dei cinque sensi (Huis van de Vijf Zintuigen), l'ingresso ufficiale la cui sagoma a tre punte, ideata da Ton van de Ven, rappresenta uno dei simboli del parco. Qui si trovano diversi servizi come il noleggio di sedie a rotelle o passeggini, servizi igienici, bancomat, negozio di souvenir e ufficio informazioni. Dopo aver superato i tornelli, alla destra dei visitatori si trova il Teatro Efteling, mentre di fronte si affaccia il grande Stagno meraviglioso (Vonderplas). Sulla sinistra, dal 2025, l'Efteling Grand Hotel fornisce un accesso diretto al parco ai suoi ospiti.
Per raggiungere il centro di Efteling i visitatori attraversano la Pardoes Promenade, un viale di 270 metri decorato con stagni e aiuole che conduce al palazzo di Symbolica e, sulla destra, permette l'accesso all'area indoor di Fabula.
La piazza centrale del parco, intitolata al Palazzo del cuore (Hartenhof) che ospita l'attrazione Symbolica, include anche un ristorante di pancake legato al cuoco reale Polle, che si può trovare anche all'interno della dark ride. 
| Nome             | Anno | Descrizione | Designer e casa costruttrice      | Foto |
| ---------------- | ---- | --- | --------------------------------- | ---- |
| Efteling Theater | 2002 | Il quinto teatro più grande dei Paesi Bassi, dispone di una sala teatrale da 1200 posti, un foyer e un ristorante, indipendenti dal parco tematico. In scena dal 2018 vi è CARO, uno spettacolo di acrobazie e musical, attualmente il secondo più longevo nella storia dei Paesi Bassi. | Ton van de Ven                    |      |
| Aquanura         | 2012 | Spettacolo di fontane che si svolge sul Vonderplas, pubblicizzato come lo spettacolo di giochi d'acqua, luci e musica più grande d'Europa. | Jaap den Bleker WET Design        |      |
| Symbolica        | 2017 | Dark ride senza binari, che conduce in una visita incantata al Palazzo della Fantasia, casa della mascotte del parco Pardoes, con la possibilità di scegliere tre percorsi diversi basati sulla musica, sui tesori o sui cavalieri.                                                      | Sander de Bruijn ETF Ride Systems |      |
| Fabula           | 2019 | Cinema 4d che proietta un filmato incentrato sulla natura; sostituisce il filmato PandaDroom del 2002, prodotto in collaborazione con il WWF. All'uscita del cinema si trovano un ristorante e un'area giochi indoor.                                                                    | Jeroen Verheij Aardman Animations |      |

### Marerijk

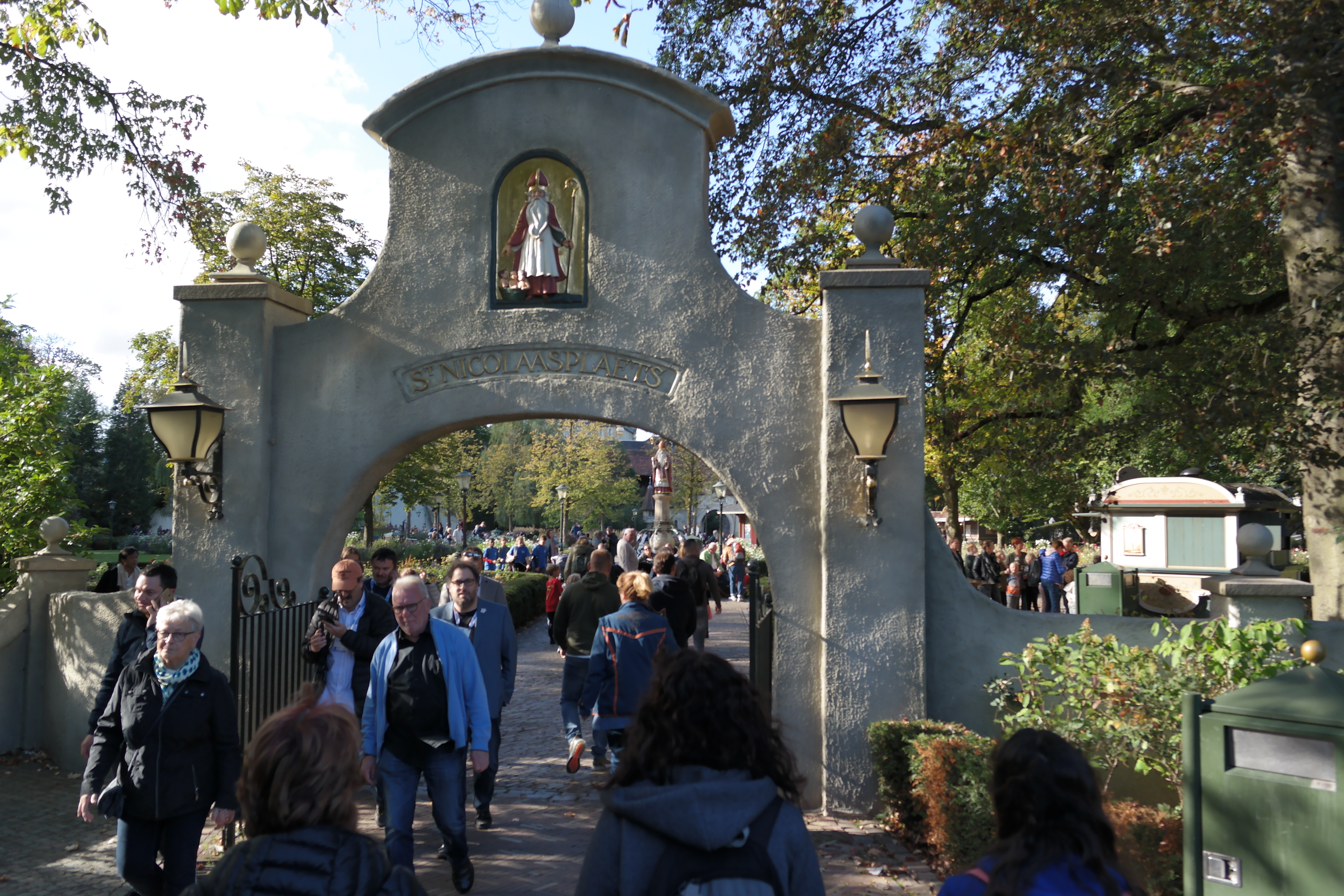
L'ingresso di Sint Nicolaasplaets.

Il Reame delle fiabe si trova nella parte occidentale del parco. I temi principali riguardano le fiabe, le creature fantastiche e la nostalgia. Il colore di identificazione è il verde.
Il percorso di accesso all'area è il primo a sinistra del visitatore dalla piazza Hartenhof, di fronte a Symbolica. Il sentiero si addentra nel bosco e conduce al Palazzo del carosello (Carrouselpaleis), il cui ingresso secondario è sulla destra. La struttura adiacente ospita il mondo in miniatura del Diorama. Dall'altro lato del sentiero, pochi metri più avanti, è situato l'ingresso principale ai sei ettari del Bosco delle fiabe (Sprookjesbos). Al suo interno, il Teatro all'aperto (Openluchttheater Sprookjesbos) ospita diversi spettacoli basati su fiabe.
Avvicinandosi all'ingresso principale del Carrouselpaleis, la vegetazione diventa più rada. Il viale prosegue, attraversa la linea ferroviaria e passa sotto l'arco che circonda Piazza San Nicola (Sint Nicolaasplaets). Proseguendo, Piazza Ton van de Ven è all'incrocio di quattro attrazioni: una stazione del Treno a vapore (Stoomtrein), la dark ride Volo da sogno (Droomvlucht), l'arena di Raveleijn, la casa in stile neoclassico di Villa Volta.
Dirigendosi verso est, La gioia dei bambini (Kindervreugd) è un parco giochi nostalgico situato tra Villa Volta e il villaggio del Popolo dei Lavanori (Volk van Laaf). Infine, all'estremità orientale del reame, si trovano i caroselli della Piazza di Anton Pieck (Anton Pieckplein). Sulla piazza che rende omaggio al padre fondatore del parco sono dislocate diverse tipologie di giostre. In questa zona si trovano anche punti di ristorazione (tra cui il self service Het Witte Paard, il Cavallo bianco), spettacoli per bambini e il museo del parco.
| Nome             | Anno | Descrizione | Designer e casa costruttrice | Foto |
| ---------------- | ---- | --- | --- | ---- |
| Sprookjesbos     | 1952 | Percorso a piedi attraverso circa 30 rappresentazioni di fiabe dei fratelli Grimm, di Andersen ed altri, sparse in 6 ettari boschivi e costantemente implementate. L'aggiunta più recente è stata La principessa sul pisello (2025). | Anton Pieck, Peter Reijnders, Ton van de Ven, Henny Knoet, Michel den Dulk, Robert-Jaap Jansen, Karel Willemen, Pim-Martijn Sanders, Alessio Castellani, Sander de Bruijn |      |
| Anton Pieckplein | 1954 | Piazza con architetture tipiche olandesi e cinque giostre rotanti per bambini. | Anton Pieck |      |
| Stoomcarrousel   | 1956 | Giostra cavalli d'epoca al coperto, originaria del 1895 e acquistata in seguito dal parco. È presente un organo da fiera Gavioli originale.                                                                                          | Anton Pieck |      |
| Stoomtrein       | 1969 | Treno a vapore con 2 stazioni poste lungo un percorso di 2,3 km. | Anton Pieck, Karel Willemen |      |
| Diorama          | 1971 | Ricostruzioni in miniatura di paesaggi fantastici. | Anton Pieck |      |
| Volk Van Laaf    | 1990 | Percorso a piedi in un villaggio fantastico abitato da creature particolari, i Laven (traducibili in italiano come Lavanori). Include un percorso panoramico su monorotaia.                                                          | Ton van de Ven Vekoma (monorotaia) |      |
| Droomvlucht      | 1993 | Dark ride con un sistema di gondole che, collegate a dei binari posti sul soffitto, danno al visitatore l'impressione per circa 6 minuti di volare attraverso vari paesaggi di un mondo fatato.                                      | Ton van de Ven Translift, Siemens |      |
| Villa Volta      | 1996 | Mad house all'interno di una villa il cui proprietario è un brigante maledetto. | Ton van de Ven Vekoma |      |
| Efteling Museum  | 2004 | Percorso a piedi con cimeli ed elementi multimediali che raccontano la storia del parco. | Robert-Jaap Jansen |      |
| Kindervreugd     | 2007 | Area giochi per bambini. | Léon Weeterings, Anton Pieck |      |
| Raveleijn        | 2011 | Spettacolo di stuntmen con corse di cavalli ed effetti speciali in un'arena completamente tematizzata. | Sander de Bruijn Puy du Fou |      |

### Reizenrijk
Il Reame dei viaggi si trova nella parte settentrionale del parco, accessibile da un viale che supera Symbolica e conduce al Lago ornamentale (Siervijver) che occupa la maggior parte dell'area. Il colore assegnato sulla segnaletica del parco è il giallo.
Sul bordo del lago si trova la stazione di imbarco delle barche di Gondoletta, mentre sul lato opposto si trova la piccola area orientale con la Pagoda e un punto ristoro. Sulla piazza in fondo al viale si affacciano le più grandi attrazioni dell'area: la dark ride Carnaval Festival, la capanna di Sirocco (che con l'area giochi Archipel crea Il mondo di Sinbad) e le montagne russe al buio di Vogel Rok. Completano la zona il ristorante Kashba, a tema mediorientale, e il Treno per bambini (Kinderspoor) che si trova sul viale che conduce a Ruigrijk.
| Nome              | Anno | Descrizione | Designer e casa costruttrice | Foto |
| ----------------- | ---- | --- | ---------------------------- | ---- |
| Kinderspoor       | 1954 | Percorso per bambini su locomotive a pedali che attraversano paesaggi tipici olandesi. L'attrazione è stata trasferita dall'area Marerijk nel 2000.                                                                        | Anton Pieck                  |      |
| Gondoletta        | 1981 | Barchette che attraversano il lago Siervijver, per un percorso panoramico di venti minuti. Nel 1994 la prua delle barche viene decorata con una testa di uccello disegnata da Ton van de Ven.                              | Intamin                      |      |
| Carnaval Festival | 1984 | Dark ride attraverso le nazioni del mondo in festa insieme alla mascotte Jokie. | Joop Geesink Mack Rides      |      |
| Pagoda            | 1987 | Piattaforma panoramica, tematizzata come un tempio thailandese, che raggiunge i 45 metri di altezza per permettere una vista a 360° sul parco.                                                                             | Ton van de Ven Intamin       |      |
| Kleuterhof        | 1994 | Area giochi per bambini. | Henny Knoet                  |      |
| Vogel Rok         | 1998 | Roller coaster al buio ispirato alla storia dell'uovo di Roc di Sinbad, con una colonna sonora trasmessa direttamente dai veicoli durante la corsa. - Altezza massima: 25 m - Velocità massima: 65 km/h - Lunghezza: 700 m | Ton van de Ven Vekoma        |      |
| Archipel          | 2022 | Area giochi per bambini. Sostituisce l'Avonturen Doolhof (1995), altro percorso avventuroso per bambini ideato da Henny Knoet.                                                                                             | Sander de Bruijn             |      |
| Sirocco           | 2022 | Giostra rotante con barche che ruotano vorticosamente, con un tema ispirato ai viaggi di Sinbad il marinaio. L'attrazione sostituisce Monsieur Cannibale, aperta nel 1988 con pentoloni rotanti al posto delle barche.     | Sander de Bruijn Mack Rides  |      |

### Ruigrijk

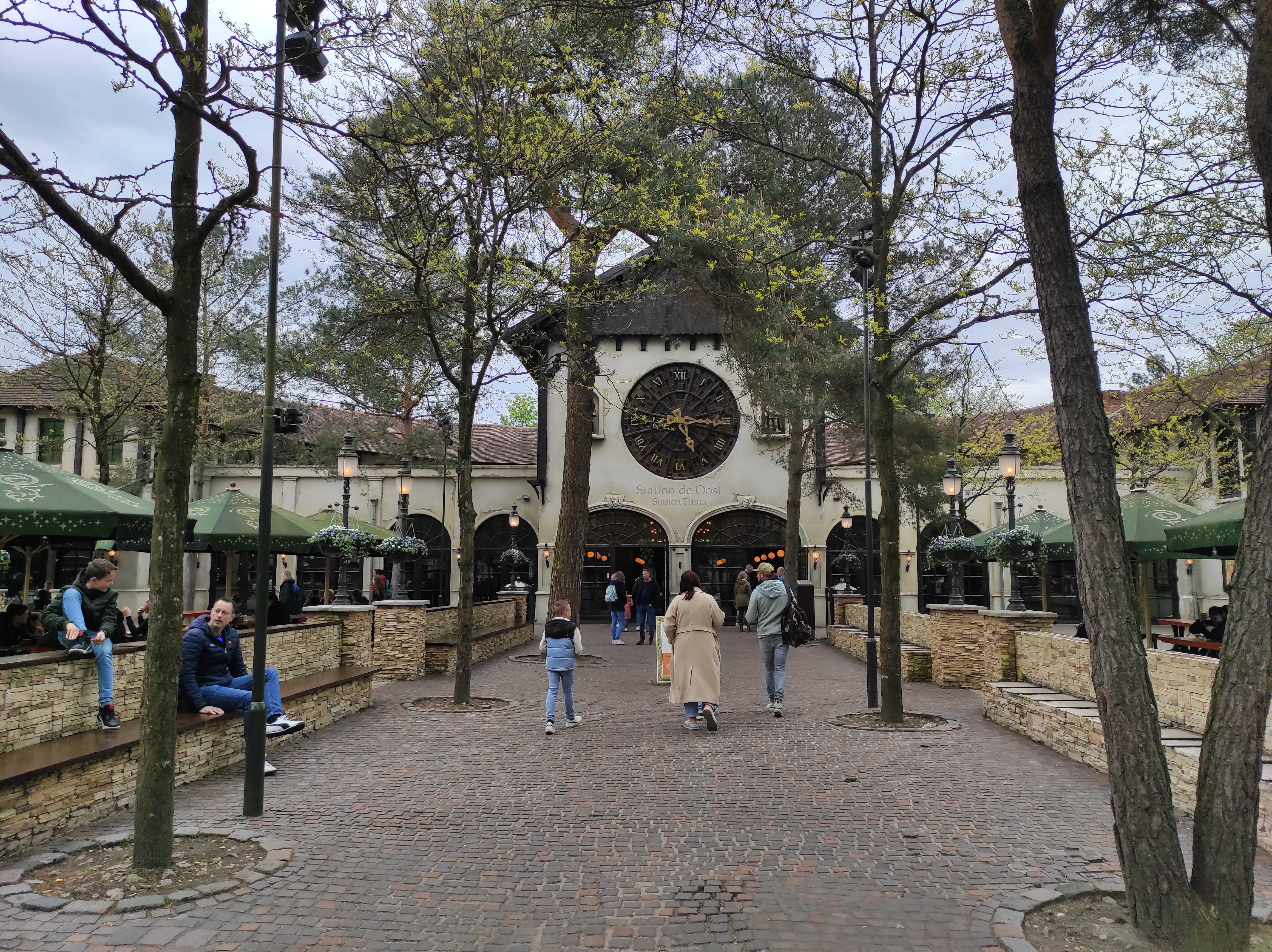
La Stazione dell'Est del treno a vapore.

Il Reame ruvido, identificato con il colore rosso, si trova nella parte orientale del parco. Il nome è riferito alla presenza delle attrazioni più movimentate e alla maggior parte dei rollercoaster del parco, anche se non mancano attrazioni per bambini e famiglie.
Il percorso verso il reame si trova sul retro di Symbolica, e conduce sulla riva opposta del Siervijver. Qui si trova la Game Gallery, una serie di tende con giochi a premi in stile luna park. Successivamente è presente una piazza con diverse attrazioni, aiuole e alcuni chioschi. Di fronte al visitatore si trova la Stazione Est (Station de Oost) del treno a vapore che circonda il parco, con 500 posti a sedere in 4 ristoranti e snack bar. 
Tra le altre attrazioni, la nave oscillante "Mezza luna" (Halve Maen), le auto d'epoca di D'Oude Tuffer e l'area giochi Nest!. Nell'estremo sud-est si trovano il looping coaster Python, il porto dell'Olandese Volante (De Vliegende Hollander) e subito dietro, il dive coaster Baron 1898. Completa l'offerta il wooden coaster Giorgio e il dragone (Joris en de Draak).
| Nome                   | Anno | Descrizione | Designer e casa costruttrice                | Foto |
| ---------------------- | ---- | --- | ------------------------------------------- | ---- |
| Game Gallery           | 1981 | Galleria di giochi a premio. | -                                           |      |
| Python                 | 1981 | Looping roller coaster, il più grande in Europa all'inaugurazione, interamente ricostruito nel 2018 senza alcuna modifica al percorso. - Altezza massima: 29 m - Velocità massima: 75 km/h - Lunghezza: 750 m | Vekoma                                      |      |
| Halve Maen             | 1982 | Nave oscillante, ispirata ad un'autentica nave della Compagnia olandese delle Indie orientali. Nella sua tipologia di attrazione è la più lunga in Europa. | Ton van de Ven Intamin                      |      |
| D'Oude Tuffer          | 1984 | Percorso a bordo di auto d'epoca. | Ton van de Ven Mack Rides                   |      |
| De Vliegende Hollander | 2007 | Water coaster in gran parte indoor basato sull'omonima leggenda. L'esperienza è un mix tra un walkthrough, una dark ride immersiva e un percorso esterno da montagna russa. - Altezza massima: 22,5 m - Velocità massima: 70 km/h - Lunghezza: 420 m                                                                          | Karel Willemen Kumbak Coasters              |      |
| Joris en de Draak      | 2010 | Dueling wooden roller coaster basato sulla leggenda dello scontro tra San Giorgio e il drago Edna, in cui due treni si sfidano sul modo con cui sconfiggere il mostro, con l'acqua o con il fuoco; sostituisce il wooden coaster Pegasus del 1991. - Altezza massima: 22 m - Velocità massima: 75 km/h - Lunghezza: 810 m x 2 | Karel Willemen Great Coasters International |      |
| Baron 1898             | 2015 | Dive coaster con caduta verticale di 37 metri in una miniera d'oro protetta dagli spiriti delle "dame bianche" (Witte wieven). Attualmente è il coaster più alto e veloce del parco. - Altezza massima: 30 m - Velocità massima: 90 km/h - Lunghezza: 501 m                                                                   | Sander de Bruijn B&M                        |      |
| Nest!                  | 2021 | Area giochi per bambini, accessibile anche da persone con disabilità. | Robert-Jaap Jansen                          |      |

### Anderrijk

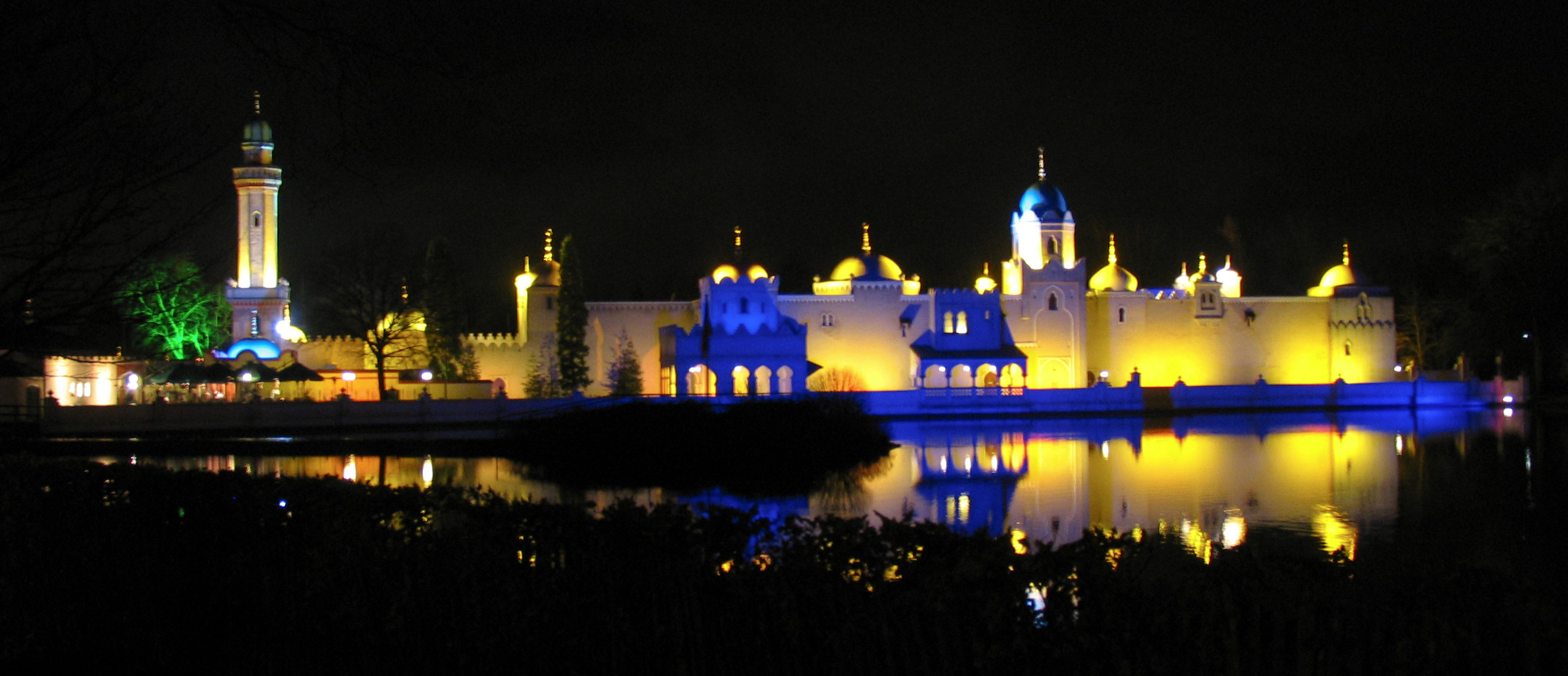
Il palazzo di Fata Morgana di sera.

Il Reame differente è l'ultima area del parco, indicata con il colore blu e che racchiude diverse zone tematizzate senza un chiaro filo conduttore (in generale riguarda mondi paralleli e misteriosi). 
Situata nella zona meridionale del parco, vi si accede principalmente dalla Pardoes Promenade ed è composta da quattro zone: Huyverwoud, la Foresta del brivido in cui è situata l'abbazia abbandonata di Danse Macabre oltre ad un punto ristoro e un negozio, la piazza a tema azteco con l'ingresso alle rapide di Piraña, la piazza con architetture tedesche con la stazione di Max & Moritz e i punti ristoro Frau Boltes Küche e Bäckerei Krümel, e infine la piazza in stile Mille e una notte di Fata Morgana, che affaccia sul lago Vonderplas.
| Nome          | Anno | Descrizione | Designer e casa costruttrice                  | Foto |
| ------------- | ---- | --- | --------------------------------------------- | ---- |
| Piraña        | 1983 | Primo rapid river europeo, con una tematizzazione basata sulle civiltà precolombiane. | Ton van de Ven Intamin                        |      |
| Fata Morgana  | 1986 | Dark ride su barche attraverso la città proibita delle Mille e una Notte. | Ton van de Ven Intamin                        |      |
| Max & Moritz  | 2020 | Doppio family coaster alimentato da un binario elettrificato e basato sull'omonima storia; sostituisce il bobsled coaster Bob del 1985. - Altezza massima: 6 m - Velocità massima: 36 km/h - Lunghezza: 300 m x 2 | Karel Willemen, Robert-Jaap Jansen Mack Rides |      |
| Danse Macabre | 2024 | Attrazione rotante che sostituisce il castello infestato Spookslot del 1978 (uno dei primi progetti di Ton Van de Ven), mantenendo lo stesso tema e la stessa colonna sonora, ovvero la Danza Macabra.            | Jeroen Verheij Intamin                        |      |

### Calendario e aperture speciali
Dal 1º aprile 2010, Efteling è il secondo parco europeo ad aprire 365 giorni l'anno dopo Disneyland Paris. Tuttavia era già in corso dal 1999 un'apertura invernale, la quale è tuttora integrata nell'apertura annuale. Da allora il parco ha chiuso solo in tre occasioni, legate alla pandemia mondiale di Coronavirus: dal 14 marzo al 20 maggio 2020, dal 5 al 19 novembre dello stesso anno e dal 15 dicembre al 19 maggio 2021.
Durante la stagione sono presenti due aperture speciali: il Negen Pleinen Festijn dai primi di luglio fino al 31 agosto, durante il quale il parco è aperto fino alle 20 dalla domenica al giovedì, e fino alle 23 i venerdì e sabati, con diversi spettacoli musicali allestiti nelle diverse piazze del parco. Il Winter Efteling è l'altro evento, con l'apertura nella stagione invernale da novembre all'inizio del mese di febbraio. L'evento è stato presentato fin dalla prima edizione come un'esperienza decisamente diversa rispetto alle offerte di Efteling durante il resto dell'anno, con diversi extra sotto forma di decorazioni, intrattenimento dal vivo speciale, catering invernale e alcune attrazioni chiuse e/o modificate.

## Riconoscimenti

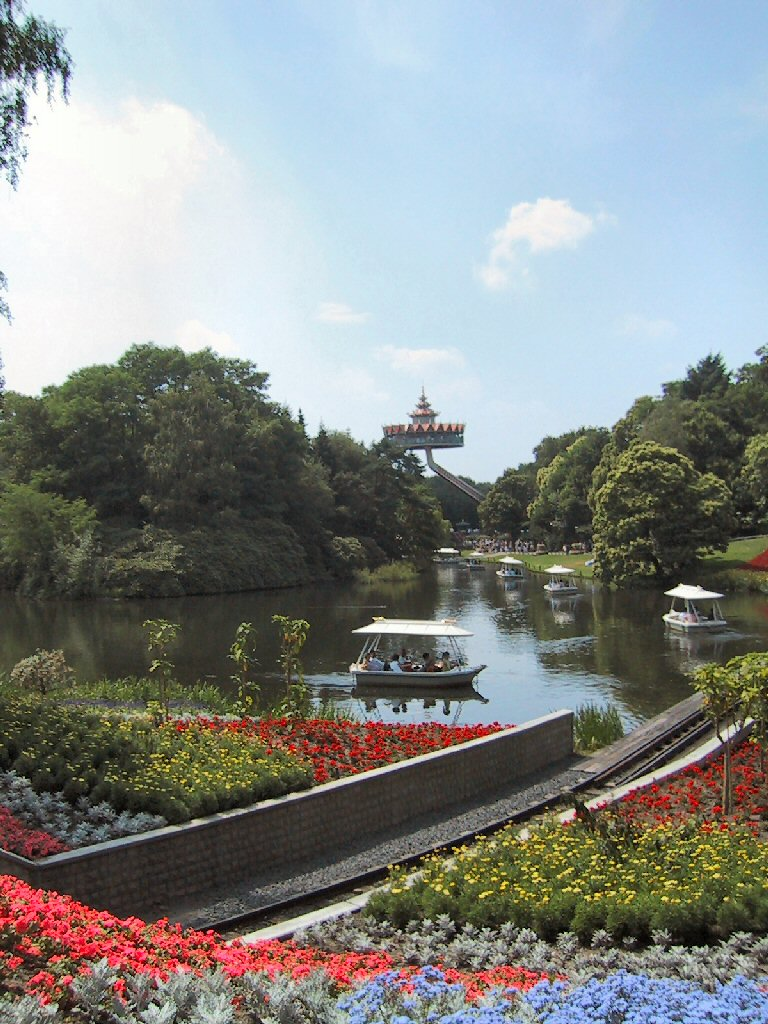
Gondoletta e Pagoda sullo sfondo

- Nel 1972 Efteling è stato il primo parco a tema che ha ricevuto il Pomme d'Or (Mela d'oro), come riconoscimento per lo sforzo nel promuovere e migliorare il livello europeo di turismo. il Pomme d'Or è il più grande riconoscimento dell'industria turistica europea.[6]
- Nel 1992 Efteling ha ricevuto il premio IAAPA Applause Award come miglior parco a tema del mondo.
- Nel 1997 l'attrazione Villa Volta, come prima madhouse di nuova tipologia al mondo, ha ricevuto il premio Thea Attraction Award.
- Nel 2005 Efteling ha ricevuto il premio Thea Classic Award per l'anno 2004, un importante riconoscimento per i parchi divertimenti, perché la giuria è composta da personalità del mondo dei parchi a tema.[7] Efteling è stato il secondo parco a ricevere il premio, il primo è stato il parco Giardini di Tivoli di Copenaghen.

## Collegamenti con la Disney

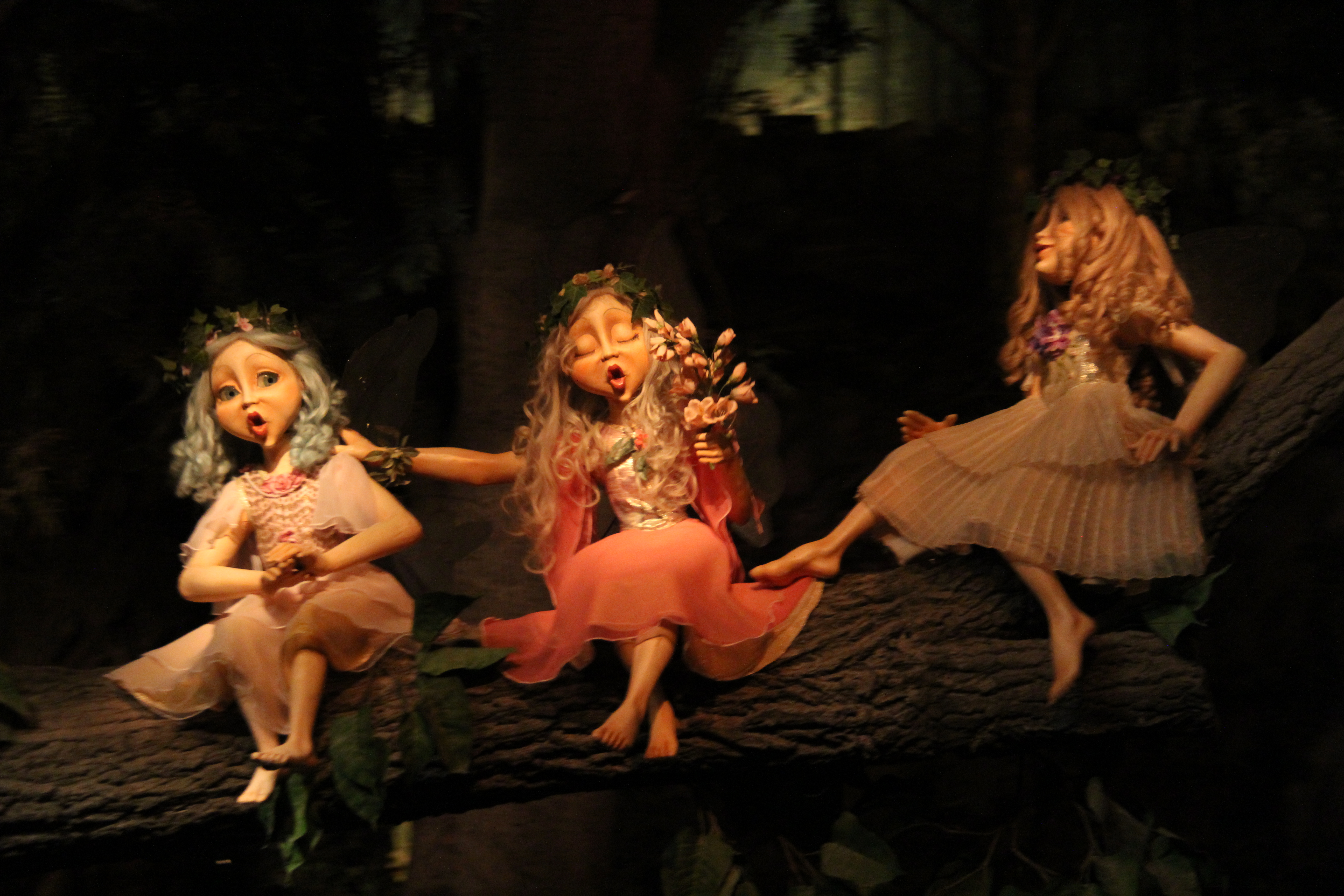
Alcuni dei 108 automi presenti nell'attrazione Droomvlucht

Efteling ha un buon rapporto con i parchi a tema della Disney. Per la costruzione di Disneyland Paris i progettisti si sono consultati con quelli del parco olandese, per cercare di adattare un parco a tema americano alla cultura europea. Come prova dell'apprezzamento, la Disney Company ha donato a Efteling una piccola statua. Ton van de Ven, che ha progettato molte attrazioni di Efteling, era anche molto amico di Tony Baxter (vice presidente della Walt Disney Imagineering). La relazione tra i due parchi è stata enfatizzata quando nel 2004 Efteling vinse il Thea Classic Award: fu nominato - come fu rivelato - da Tony Baxter.
Esiste infatti una leggenda secondo la quale esiste una connessione tra Disney ed Efteling: per anni sono circolate voci secondo le quali Walt Disney ebbe la sua ispirazione per l'apertura di Disneyland (che aprì nel 1955), dallo stesso Efteling (che aveva aperto nel 1952) — e nei primi anni cinquanta Walt Disney aveva viaggiato molte volte in Europa, visitando attrazioni turistiche. Un volantino dell'IAAPA (International Association of Amusement Parks and Attractions) sostiene anche che Disney "aveva passato molto tempo a studiare il lavoro di Pieck ad Efteling [sic] prima di cominciare il suo parco." In ogni caso le voci sono state screditate da Efteling: uno dei motivi della nascita di simili voci fu una dichiarazione di un PR di Efteling, che aveva dichiarato ai reporter che Disney potrebbe aver visitato Efteling, i reporter eliminarono la forma ipotetica dalla frase e così nacque la leggenda. Disney probabilmente non visitò mai Efteling, ma visitò Madurodam e i Giardini di Tivoli a Copenaghen; l'ultimo probabilmente diede l'ispirazione per Disneyland.

## Bilanci economici e amministrazione

### Struttura
Efteling è una società per azioni a partecipazione privata. La Fondazione Efteling Nature Park (Stichting Natuurpark de Efteling) è l'unica azionista. La fondazione venne istituita nel 1950 da R.J.Th. van der Heijden, Peter Reijnders e Anton Pieck. La società è guidata da due direttori che amministrano quattro settori: il parco a tema, l'hotel, il campo da golf ed il teatro.
Dal 17 aprile 2014 il CEO della compagnia è Fons Jurgens.

### Dipendenti
In alta stagione Efteling conta circa 2500 dipendenti. Nel 2000 il numero era di 1670, dei quali 400 avevano un contratto a tempo indeterminato (24%), 450 erano lavoratori stagionali (27%) e 820 avevano un contratto temporaneo (49%).

### Visitatori
Nel 2007 Efteling ha accolto 3 240 000 visitatori. Questo lo ha reso il parco più visitato dei Paesi Bassi. Il record di visitatori si è avuto nel 2023, quando il parco ha accolto 5 560 000 visitatori.
Alla sua apertura nel 1952,  il parco ebbe 222 941 visitatori.
La maggior parte dei visitatori sono olandesi, infatti il 94% degli olandesi ha visitato il parco almeno una volta nella vita e il 25% visita il parco almeno una volta l'anno. Il 16% dei visitatori vive in zone limitrofe come le Fiandre (Belgio), la Vestfalia (Germania) e l'Inghilterra (Regno Unito).
Un grafico che mostra il numero di visitatori ad Efteling nel periodo 1952-2018:

### Prezzo dei biglietti
Un grafico con il prezzo dei biglietti di Efteling in Euro durante il periodo 1952-2016:
Dal 1952 al 2002, il prezzo dei biglietti è stato convertito in Euro usando il cambio di 0,45378. Nel 1952 il prezzo dei biglietti era di 0,80 centesimi di fiorini equivalenti a 0,36 Euro. Dal 1956 al 1965Il prezzo era di 1 fiorino. Il prezzo aumentò fino a 42 fiorini nel 2001 e divenne 21 Euro nel 2002.